# Albert Rouet
Albert Jean-Marie Rouet (* 28. Januar 1936 in Thenay, Département Indre, Frankreich) ist ein französischer Geistlicher und emeritierter römisch-katholischer Erzbischof von Poitiers.

## Leben
Albert Rouet empfing am 23. März 1963 durch den Bischof von Saint-Dié, Erzbischof Emile-Arsène Blanchet, die Priesterweihe für das Erzbistum Paris. 1983 wurde er zum Generalvikar des Erzbischofs von Paris berufen.
Papst Johannes Paul II. ernannte ihn am 21. Juni 1986 zum Titularbischof von Obbi und zum Weihbischof in Paris. Die Bischofsweihe spendete ihm Jean-Marie Kardinal Lustiger am 2. September desselben Jahres; Mitkonsekratoren waren Daniel Pézeril, Weihbischof in Paris, und Émile Marcus PSS, Bischof von Nantes.
Am 16. Dezember 1993 wurde er zum Koadjutorbischof von Poitiers ernannt. Nach dem Tod von Joseph Rozier folgte er diesem am 12. Juni 1994 im Amt des Bischofs von Poitiers nach. Nachdem Johannes Paul II. das Bistum Poitiers am 16. Dezember 2002 zum Erzbistum erhoben hatte, wurde Rouet dessen erster Erzbischof.
Am 12. Februar 2011 nahm Papst Benedikt XVI. sein aus Altersgründen vorgebrachtes Rücktrittsgesuch an.
2014 wurde er in Anerkennung seines „prophetischen Mutes“, mit dem er Frauen und Männern die Verantwortung für die örtlichen Gemeinden im Erzbistum Poitiers anvertraut hatte, mit dem Herbert-Haag-Preis ausgezeichnet.

## Schriften
- Aufbruch zum Miteinander. Wie Kirche wieder dialogfähig wird. Ein Gespräch mit Dennis Gira. Aus dem Französischen übersetzt, eingerichtet und mit einer Würdigung versehen von Thomas Philipp. Herder, Freiburg im Breisgau 2012, ISBN 978-3-451-34156-4.